# Régis Bulot
Pour les articles homonymes, voir Bulot.
Régis Bulot, né le 23 juillet 1947 à Étaples-sur-Mer (Pas-de-Calais), est un ancien chef d'entreprise, ancien membre du Conseil économique et social, qui présida les Relais & Châteaux durant 18 ans avant de fonder et diriger le groupement hôtelier des Auberges & Bistrots de France. Sa carrière s'est achevée par une condamnation pour escroquerie en bande organisée à 5 ans de prison.

## Biographie
Régis Bulot fait ses études secondaires au collège Haffreingue-Chanlaire de Boulogne-sur-Mer (Pas-de-Calais) avant d'entamer une formation de cuisinier au Touquet, Deauville, Hossegor et Paris.
De 1980 à 1987 il devient le directeur de l’hôtel des Neiges, 4* et membre des Relais & Châteaux, à Courchevel (Savoie).
En 1979, il crée le Moulin de l’Abbaye, 4* et 1* Michelin et membre des Relais & Châteaux à Brantôme-en-Périgord.
De 1987 à 2005 il exerce la fonction de président international des Relais & Châteaux durant quatre mandats consécutifs,,.
En 2006, après avoir quitté sa présidence, il devient conseiller du WTTC (World Travel and Tourism Council), président de la section de l’économie touristique au Conseil national du tourisme et membre du Comité de Pilotage de France-Investissement, puis il devient membre de la section des Relations extérieures du Conseil économique et social de 2007 à 2008.
Fin 2007, il fonde la chaîne d'hôtels et de restaurants des Auberges & Bistrots de France qu'il préside depuis,,.
En 2009, il vend le Moulin de l'Abbaye pour se consacrer pleinement à Auberges & Bistrots de France,.

### L'affaire Relais & Châteaux
Le 22 novembre 2011, le quotidien Les Dernières Nouvelles d'Alsace annonce la mise en examen de Régis Bulot, en date du 21 novembre 2011, pour escroquerie en bande organisée et détournement de fonds.
L'ex-président des Relais & Châteaux est écroué par le doyen des juges d'instruction de Strasbourg Jean-Baptiste Poli. Il est fait état de surfacturation dans la réalisation du Guide de la Chaîne des Relais & Châteaux et du versement non justifié d'indemnités de licenciement à la fin de son mandat,. L'affaire aurait débuté en 2008 après que l'administration fiscale allemande eut détecté un système de fausses factures et fait un signalement.
Le 6 décembre 2011, Le Monde publie un article qui reproduit l'enregistrement d'une conversation du 12 janvier 2010 entre Dominique de Villepin et Régis Bulot, dans laquelle il semble que de Villepin venait d'intervenir auprès de la direction de Relais & Châteaux pour la dissuader d'agir en justice contre Bulot. Toujours selon Le Monde, Alain Ducasse aurait déclaré à Régis Bulot lors d’une conversation téléphonique interceptée le 30 janvier 2010 : « il faut lui couper la tête vite à ton successeur ». Le successeur de Régis Bulot à la présidence des Relais & Châteaux est Jaumé Tapiès.
En juillet 2015, le tribunal correctionnel de Strasbourg condamne Régis Bulot à cinq ans de prison dont la moitié ferme, pour son implication dans une affaire d’escroquerie en bande organisée liée à la fabrication du guide Relais & Châteaux et impliquant le fournisseur de papier allemand Kepner Papier et l'imprimeur français Maury. La procureure Marie de Naurois déclare : « Il faut combattre l’idée que les cols blancs ne doivent être condamnés qu’à des peines financières, et les petits délinquants à des peines de prison (...) (Régis Bulot) est le personnage central de cette affaire et aussi le grand bénéficiaire. Il va détourner près de deux millions d’euros. ».
Le 1er décembre 2022, il est exclu par arrêté de la Présidence de la République de l'ordre de la Légion d'Honneur, avec effet au 7 juillet 2015.

## Distinctions & autres fonctions
- Doctor honoris causa de la Johnson & Wales University (États-Unis).
- Chevalier de l'ordre des Palmes académiques (exclu le 29 novembre 2022 avec effet au 7 juillet 2015)[15]
- Officier de la Légion d'honneur (1999-2015, exclu le 1er décembre 2022 avec effet au 7 juillet 2015[14]).
- Ancien conseiller du Commerce extérieur de la France.
- Ancien administrateur du GIE La Maison de la France.
- Ancien administrateur de l’APS (Association professionnelle de solidarité du tourisme).
- Président de la section de l'économie touristique, au Conseil national du tourisme